# Lúcio Licínio Crasso
Lúcio Licínio Crasso (m. 91 a.C.; em latim: Lucius Licinius Crassus) foi um político da gente Licínia da República Romana eleito cônsul em 95 a.C. com Quinto Múcio Cévola. Foi um dos mais importantes oradores de sua época e é frequentemente chamado de o Orador. Segundo Cícero, apenas Marco Antônio Orador lhe era comparável.

## Vida pública
Crasso nasceu em 140 a.C. e foi cuidadosamente educado por seu pai, tendo como professor, o célebre historiador e jurista Lúcio Célio Antípatro. Ainda muito jovem, já revelava a sua grande habilidade oratória. Em 119 a.C., com 21 anos, acusou Caio Papírio Carbão, um senador da facção dos populares particularmente odiado pelos optimates, a facção do próprio Crasso. Valério Máximo cita como exemplo sua conduta honrosa neste caso relatando que, quando um escravo de Carbão levou a Crasso uma caixa cheia de papéis de seu mestre, Crasso a devolveu a Carbão com o selo intacto e o escravo acorrentado. Carbão evitou a condenação cometendo o suicídio. Segundo Valério Máximo, ele teria sido exilado.
No ano seguinte (118 a.C.), Crasso defendeu uma proposta de lei para estabelecer uma nova colônia em Narbona, na Gália Transalpina. A medida foi rechaçada pelo Senado, que temia que, com a apropriação de terras por cidadãos mais pobres, o erário romano sofreria com a diminuição das rendas advindas do ager publicus, as terras públicas cultivadas em benefício do estado. Crasso, porém, preferia a popularidade que adviria desta distribuição de terras em prol dos optimates e, graças à sua eloquência, conseguiu sua aprovação e acabou sendo nomeado como um dos responsáveis pela fundação da colônia.

Os diversos povos italianos conquistados nos 400 anos de República Romana na época de Crasso. A indisposição dos romanos em conceder a cidadania romana a eles foi o estopim da Guerra Social. Crasso e seu colega Quinto Múcio Cévola foram diretamente responsáveis ao aprovarem a Lex Licinia Mucia de civibus regundis durante seus mandatos como censores.

Em 114 a.C., dedicou-se à defesa de uma parente, a virgem vestal Licínia, que era acusada de incesto com outras duas vestais, Márcia e Emília, mas, ainda que, no julgamento, sua cliente tenha sido absolvida por Lúcio Cecílio Metelo, o pontífice máximo, e por todo o Colégio dos Pontífices, a grande energia demonstrada em sua defesa não foi capaz de superar a severidade de Lúcio Cássio, que foi nomeado "inquisidor" pelo povo com o propósito de revisar a sentença, considerada leniente.

## Carreira
Depois, foi questor com Quinto Múcio Cévola, com quem exerceria outras magistraturas no futuras (todas, exceto o tribunado e a censura). Durante seu mandato, viajou através da Macedônia passando por Atenas em sua volta da Ásia, que parece ter sido a sua província. Na Ásia, teve a oportunidade de ouvr Metrodoro de Escépsis e, em Atenas, recebeu aulas de Carmades e de outros filósofos e retóricos, mas não permaneceu muito tempo na cidade devido à pouca disposição dos atenienses em repetir a solenização dos mistérios, que aconteceram dois dias antes de sua chegada.
Já de volta em Roma, defendeu seus amigos, entre eles, Sérgio Orata, acusado de apropriação indevida de águas públicas para seu cultivo particular de ostras. Em 107 a.C., foi eleito tribuno da plebe.
No ano seguinte, apoiou a Lex Servilia, promovida pelo cônsul Quinto Servílio Cepião, que impedia a nomeação de equestres para posições de júris em julgamentos de pessoas da ordem senatorial em casos de corrupção. Desde 122 a.C., por causa da Lex Sempronia, de Caio Graco, essas nomeações haviam sido transferidas dos senadores para os equestres. Contudo, esta Lex Servilia de Cepião, vigorou por muito pouco tempo, pois, por volta de 104 a.C., a Lex Servilia de Caio Servílio Gláucia inverteu novamente a situação, restaurando a exclusividade dos equestres nos júris. O discurso de Crasso em defesa da lei de Cepião foi muito poderoso e de grande eloquência. Foi neste discurso que Crasso atacou Caio Mêmio, um vigoroso adversário da proposta de Cepião e que, quatro anos depois, foi assassinado por Gláucia.
Em 103 a.C., foi edil curul juntamente com Múcio Cévola e celebrou jogos esplêndidos, no qual se realizaram, pela primeira vez em Roma, lutas entre leões. Depois, foi ainda pretor e áugure.

## Consulado (95 a.C.)
Foi eleito cônsul em 95 a.C. com Quinto Múcio Cévola. Durante o seu mandato, os dois aprovaram a Lex Licinia Mucia de Civibus regundis, que obrigava a todos os cidadãos que haviam se inscrito no censo realizado pelos censores Marco Antônio Orador e Lúcio Valério Flaco sem conseguir demonstrar sua cidadania (este sendo foi muito manipulado pelos aliados italianos) a abandonarem suas cidades; alguns seriam açoitados e teriam suas propriedades confiscadas. A aprovação desta lei foi o estopim da Guerra Social.
Durante aquele mesmo ano, defendeu Quinto Servílio Cepião pelo crime de traição ("majestas") por Caio Norbano, mas Cepião foi condenado. Crasso apressou-se para chegar rapidamente à sua província, a Gália Cisalpina, onde vasculhou os Alpes em busca de seus inimigos, mas não encontrou nenhuma oposição e limitou-se a submeter a algumas pequenas vilas. Por este sucesso insignificante, solicitou as honras de um triunfo e é possível que seu pedido fosse concedido pelo Senado se não fosse a oposição de Cévola. Com exceção deste feito, sua administração da província foi irretocável.

## Censura (92 a.C.)
Crasso participou de uma das causas privadas mais célebres da jurisprudência romana, a disputa de herança entre Marco Cúrio e Marco Copônio (93 a.C.), que eram defendidos respectivamente por Crasso e Cévola e na qual Crasso triunfou brilhantemente.
Em 92 a.C., Crasso foi eleito censor com Cneu Domício Enobarbo e os dois proibiram as recém-criadas escolas de retóricos latinos, consideradas imorais.
Ainda que os censores concordassem com esta medido, todo o resto do mandato foi marcado por disputas e discórdias entre os dois, que tinham caráter e costumes distintos. Crasso era um amante da elegância e do luxo, tinha uma casa no Palatino que, apesar de não ser tão magnífica quanto a mansão de Quinto Lutácio Cátulo nas imediações, era notável por seu tamanho, mobiliário e os belos adornos. Enobarbo, por outro lado, se horrorizava com o que ele considerava uma corrupção dos costumes marciais romanos, muito mais discretos.
Pouco antes de sua morte, Crasso defendeu Cneu Planco da acusação de Marco Júnio Bruto. A brilhante réplica de Crasso foi registrada por Cícero e Quintiliano.
Seu último discurso foi proferido no Senado Romano em 91 a.C., contra Lúcio Márcio Filipo, um cônsul inimigo dos optimates. A veemência apaixonada que aplicou em sua pronúncia acabou com sua saúde e ele caiu em febre. Morreu no intervalo de sete dias.

## Descendência
Crasso Orador casou-se com Múcia Cévola, filha mais nova do cônsul Quinto Múcio Cévola Áugure com sua esposa Lélia, que era filha do cônsul Caio Lélio Sapiente, o cônsul em 141 a.C.. Com ela, Crasso teve duas filhas. Licínia Crassa Maior, casada com o pretor Públio Cornélio Cipião Násica, filho de P. Cornélio Cipião Násica Serapião, cônsul em 111 a.C. e um descendente de Cipião Africano e Cipião Násica Córculo. Licínia Crassa Menor casou-se com o cônsul Quinto Cecílio Metelo Pio, filho de Quinto Cecílio Metelo Numídico, cônsul em 83 a.C., pontífice máximo e amigo íntimo de Sula. Ele adotou o filho mais velho de Licínia Crassa Maior, nascido "Públio Cornélio Cipião Násica", e ficou conhecido como Metelo Cipião, o cônsul em 52 a.C..
Segundo Plutarco e Cícero, uma destas duas Licínias casou-se por um curto período de tempo com Caio Mário, o Jovem. Este casamento pode ter ocorrido por volta de 95 a.C., embora esta data não tenha suporte nas fontes antigas, e seja uma especulação baseada na época da aliança entre os pais das crianças (Crasso e Caio Mário), no fato de que não era permitido o casamento antes dos quatorze anos e no costume de grandes famílias de se utilizarem de casamentos para cimentarem alianças. Nada se sabe de Licínia depois da porte de Mário, o Jovem, em 82 a.C., embora saiba-se que, na época de César, Amácio, um "pseudo-Mário", apareceu em Roma alegando ser o filho deste relacionamento — Cícero parece ter aceitado a possibilidade de que ele poderia de fato ser filho do jovem Mário, embora ele tenha se recusado a se envolver numa situação politicamente complicada para prová-lo.